# Рендзины-Збигальске
Рендзи́ны-Збига́льске (пол. Rędziny Zbigalskie) — село в Польше в сельской гмине Слабошув Мехувского повета Малопольского воеводства.
Село располагается в 2 км от административного центра гмины села Слабошув, в 15 км от административного центра повета города Мехув и в 41 км от административного центра воеводства города Краков.
В 1975—1998 годах село входило в состав Келецкого воеводства.